# Jim Paek
Jim Paek, koreanska: 백지선, Baek Chi-sun, född 7 april 1967, är en sydkoreanskfödd kanadensisk-amerikansk ishockeyledare och ishockeytränare samt före detta professionell ishockeyspelare.
Han tillbringade fem säsonger som professionell ishockeyspelare i den nordamerikanska ishockeyligan National Hockey League (NHL), där han spelade för ishockeyorganisationerna Pittsburgh Penguins, Los Angeles Kings och Ottawa Senators. Paek producerade 34 poäng (5 mål och 29 assists) samt drog på sig 155 utvisningsminuter på 217 grundspelsmatcher. Han har tidigare spelat på lägre nivåer för Muskegon Lumberjacks, Houston Aeros, Minnesota Moose, Manitoba Moose och Cleveland Lumberjacks i International Hockey League (IHL), Nottingham Panthers i Ice Hockey Superleague (BISL) och Oshawa Generals i Ontario Hockey League (OHL).
Paek  draftades i nionde rundan i 1985 års draft av Pittsburgh Penguins som 170:e spelare totalt och där han var med om att vinna två raka Stanley Cup för säsongerna 1990-1991 och 1991-1992 med storheter som Mario Lemieux, Jaromír Jágr, Paul Coffey, Larry Murphy, Joe Mullen och Ron Francis.
Efter spelarkarriären var han assisterande tränare för Grand Rapids Griffins i American Hockey League (AHL) mellan 2005 och 2014, anledningen till att han slutade hos Rapids var att han fick ett erbjudande om att vara tränare för Sydkoreas herrlandslag i ishockey och ett toppjobb i Sydkoreas ishockeyförbund där han har det övergripande ansvaret för all ishockey inom Sydkoreas gränser.

## Statistik
| 1983–1984   | St. Michael's Midget Majors |             | 39  | 8  | 12  | 20  | 86  | —  | — | —  | —  | —   |
|             | St. Michael's Buzzers       | OHA-B       | 5   | 0  | 2   | 2   | 8   | —  | — | —  | —  | —   |
| 1984–1985   | Oshawa Generals             | OHL         | 54  | 2  | 13  | 15  | 57  | 5  | 1 | 0  | 1  | 9   |
| 1985–1986   | Oshawa Generals             | OHL         | 64  | 5  | 21  | 26  | 122 | 6  | 0 | 1  | 1  | 9   |
| 1986–1987   | Oshawa Generals             | OHL         | 57  | 5  | 17  | 22  | 75  | 26 | 1 | 14 | 15 | 43  |
| 1987–1988   | Muskegon Lumberjacks        | IHL         | 82  | 7  | 52  | 59  | 141 | 6  | 0 | 0  | 0  | 29  |
| 1988–1989   | Muskegon Lumberjacks        | IHL         | 80  | 3  | 54  | 57  | 96  | 14 | 1 | 10 | 11 | 24  |
| 1989–1990   | Muskegon Lumberjacks        | IHL         | 81  | 9  | 41  | 50  | 115 | 15 | 1 | 10 | 11 | 41  |
| 1990–1991   | Pittsburgh Penguins         | NHL         | 3   | 0  | 0   | 0   | 9   | 8  | 1 | 0  | 1  | 2   |
| 1991–1992   | Pittsburgh Penguins         | NHL         | 49  | 1  | 7   | 8   | 36  | 19 | 0 | 4  | 4  | 6   |
| 1992–1993   | Pittsburgh Penguins         | NHL         | 77  | 3  | 15  | 18  | 64  | —  | — | —  | —  | —   |
| 1993–1994   | Pittsburgh Penguins         | NHL         | 41  | 0  | 4   | 4   | 8   | —  | — | —  | —  | —   |
|             | Los Angeles Kings           | NHL         | 18  | 1  | 1   | 2   | 10  | —  | — | —  | —  | —   |
| 1994–1995   | Ottawa Senators             | NHL         | 29  | 0  | 2   | 2   | 28  | —  | — | —  | —  | —   |
| 1995–1996   | Houston Aeros               | IHL         | 25  | 2  | 5   | 7   | 20  | —  | — | —  | —  | —   |
|             | Minnesota Moose             | IHL         | 42  | 1  | 11  | 12  | 54  | —  | — | —  | —  | —   |
| 1996–1997   | Manitoba Moose              | IHL         | 9   | 0  | 2   | 2   | 12  | —  | — | —  | —  | —   |
|             | Cleveland Lumberjacks       | IHL         | 74  | 3  | 25  | 28  | 36  | 14 | 0 | 1  | 1  | 2   |
| 1997–1998   | Cleveland Lumberjacks       | IHL         | 75  | 7  | 9   | 16  | 48  | 10 | 2 | 1  | 3  | 4   |
| 1998–1999   | Cleveland Lumberjacks       | IHL         | 65  | 4  | 11  | 15  | 34  | —  | — | —  | —  | —   |
|             | Houston Aeros               | IHL         | 11  | 0  | 3   | 3   | 2   | 19 | 2 | 4  | 6  | 10  |
| 1999–2000   | Cleveland Lumberjacks       | IHL         | 69  | 2  | 20  | 22  | 27  | 9  | 0 | 2  | 2  | 2   |
| 2000–2001   | Nottingham Panthers         | BISHL       | 47  | 3  | 21  | 24  | 28  | 6  | 1 | 2  | 3  | 2   |
| 2001–2002   | Anchorage Aces              | WCHL        | 40  | 1  | 28  | 29  | 12  | —  | — | —  | —  | —   |
|             | Nottingham Panthers         | BISHL       | 5   | 0  | 0   | 0   | 4   | 6  | 0 | 1  | 1  | 4   |
| 2002–2003   | Nottingham Panthers         | BISHL       | 32  | 1  | 10  | 11  | 10  | 17 | 0 | 4  | 4  | 18  |
| NHL totalt  | NHL totalt                  | NHL totalt  | 217 | 5  | 29  | 34  | 155 | 27 | 1 | 4  | 5  | 8   |
| IHL totalt  | IHL totalt                  | IHL totalt  | 613 | 38 | 233 | 271 | 585 | 87 | 6 | 28 | 34 | 112 |
| BISL totalt | BISL totalt                 | BISL totalt | 84  | 4  | 31  | 35  | 42  | 29 | 1 | 7  | 8  | 24  |
| OHL totalt  | OHL totalt                  | OHL totalt  | 175 | 12 | 51  | 63  | 254 | 37 | 2 | 15 | 17 | 61  |